# Подтёмное
Подтёмное (укр. Підтемне) — село в Солонковской сельской общине Львовского района Львовской области Украины.
Население по переписи 2001 года составляло 86 человек. Занимает площадь 1,47 км². Почтовый индекс — 81164. Телефонный код — 3230.